# Kees Corver
Cornelis "Kees" Corver (Amsterdam, 28 oktober 1832 – Parijs, 1903) was een Nederlands predikant, gasfabriekdirecteur en sociaal hervormer. Hij begon zijn carrière als predikant, maar legde het orthodoxe geloof af en richtte zich op de maatschappelijke problemen van zijn tijd.

## Predikant en Moderne Richting
Corver stamde uit een oude doopsgezinde familie en werd in 1859 predikant. Hij diende in de Friese gemeenten Pingjum en Witmarsum, en later in Grouw. In 1865 werd hij beroepen in Groningen, waar hij samenwerkte met Jan Willem Straatman. Beiden waren aanhangers van de 'moderne richting', een theologische stroming die wetenschappelijke inzichten in de godsdienst wilde integreren. Ze waren van mening dat godsdienst een product was van de fantasie en wilden religieuze rituelen zoals de doop en de avondmaalsviering afschaffen. Toen de Broederschap niet akkoord ging met deze visie, namen Corver en Straatman in 1867 ontslag. Corvers afscheidsrede werd in 1868 gepubliceerd als de brochure Woord aan de Broederschap.

## Van theologie naar sociale hervorming
In 1869 verliet Corver de theologie definitief en werd hij directeur van de gasfabriek in Assen. Hier ontwikkelde hij een diepe interesse in sociale problemen en de opkomende arbeidersbeweging. Anders dan sommige van zijn tijdgenoten, die de beweging met afkeer zagen, omarmde Corver de emancipatie van de werklieden. Hoewel hij zelf geen socialist was, zag hij de noodzaak van hervorming en volksopvoeding. Hij deelde de ideeën van progressieve liberalen zoals Samuel van Houten.
In Assen zette hij zich actief in voor de arbeiders. Als voorzitter van de plaatselijke Maatschappij tot Nut van 't Algemeen zorgde hij ervoor dat arbeiders gratis toegang kregen tot winterlezingen. Zijn grootste bijdrage leverde hij aan de Asser Werklieden Vereeniging (AWV), die in 1871 werd opgericht. Waar de burgerij zich uit angst voor revolutie afzijdig hield, nam Corver het op voor de vereniging. Hij sprak op de eerste openbare vergadering en trad toe als adviserend lid van het bestuur.
Onder Corvers invloed kwamen de liberale opvattingen terug in de doelstellingen van de AWV. De vereniging streefde naar leerplicht en richtte een coöperatieve winkel en bouwvereniging op. Corver zorgde ervoor dat leden hun kinderen verplicht naar school moesten sturen tot hun veertiende jaar. Hij was ook lid van het landelijke Comité ter bespreking der Sociale Quaestie, een platform waar burgerij en werklieden discussieerden over maatschappelijke vraagstukken.
Corver publiceerde over sociale kwesties in bladen zoals De Werkmansbode en, sporadisch, in De Vrije Gedachte. In zijn geschriften benadrukte hij de noodzaak van zelfredzaamheid en goede opleiding voor arbeiders, evenals het belang van sparen. Dit leidde tot kritiek van arbeiders, die stelden dat ze simpelweg geen geld hadden om te sparen. Corvers houding werd door sommigen als bevoogdend ervaren.

## Laatste jaren en invloed van Schopenhauer
In 1879 verhuisde Corver naar Den Haag. Onder invloed van de Duitse filosoof Arthur Schopenhauer ontwikkelde hij een pessimistische levensvisie, waarbij hij ascese als de enige uitweg zag. Hij trok zich aan het einde van zijn leven terug en overleed in 1903 in Parijs als 'clochard onder de clochards', nadat hij zich volledig had opgeofferd voor behoeftigen.
Corver was getrouwd met Johanna Cool, met wie hij zeven kinderen had.